# Argentina revolucionaria
 Argentina revolucionaria  es una película documental en blanco y negro de Argentina dirigida por Lucio Berto sobre el guion del mismo escrito en colaboración con José Gallegos que se estrenó el 6 de mayo de 1948.

## Sinopsis
El filme se refiere a la política social y económica del país en los primeros años de gobierno del presidente Juan Domingo Perón e incluye la asunción del cargo por el mismo el 4 de junio de 1946.